# 銀次
銀次（ぎんじ、本名：赤見内 銀次〈あかみない ぎんじ〉、旧姓：宇部〈うべ〉、1988年2月24日 - ）は、岩手県下閉伊郡普代村出身の元プロ野球選手（内野手・捕手、右投左打）。2024年より東北楽天ゴールデンイーグルスのアンバサダーとして東北地方の野球振興に携わっている。
愛称は「銀ちゃん」。ドラフト指名当時は「宇部」姓であったが、母親の再婚により「赤見内」姓となった。

## 経歴

### プロ入り前
小学校2年生まで岩手県久慈市に住んでいたが、祖父の住む同県普代村に引っ越し、野球好きの祖父の影響で野球を始め、普代小3年時に「普代村野球スポーツ少年団」に入団する。野球を始めた当時は右打ちであったが、左打ちに変更したのも祖父の指導による。5年生時に捕手となり、6年生時に東北大会で準優勝。5・6年生時は祖父が同チームの監督を務めた。普代中学3年生時にKボール全国大会へ岩手選抜の一員として出場。
盛岡中央高校では1年生時から左翼手としてレギュラー出場。その後三塁手を経て、2年夏から捕手に転向する。2年の秋季東北大会において8打席連続安打、12打席連続出塁を記録、チームはベスト8まで進出した。3年夏の岩手県大会では、打率.750（24打数18安打）を記録。県決勝戦では4打数4安打を記録するも敗退し、甲子園出場はならなかった。高校通算24本塁打。
2005年の高校生ドラフト会議では、地元球団である東北楽天ゴールデンイーグルスから3巡目指名を受け、入団。当初は「宇部 銀次」を名乗ったが、「赤見内」への改姓の際に当時の楽天の監督であった野村克也から「呼びにくい」と言われたことから、直後の2月28日付けで登録名を「銀次」に変更した。背番号は67。

### 楽天時代

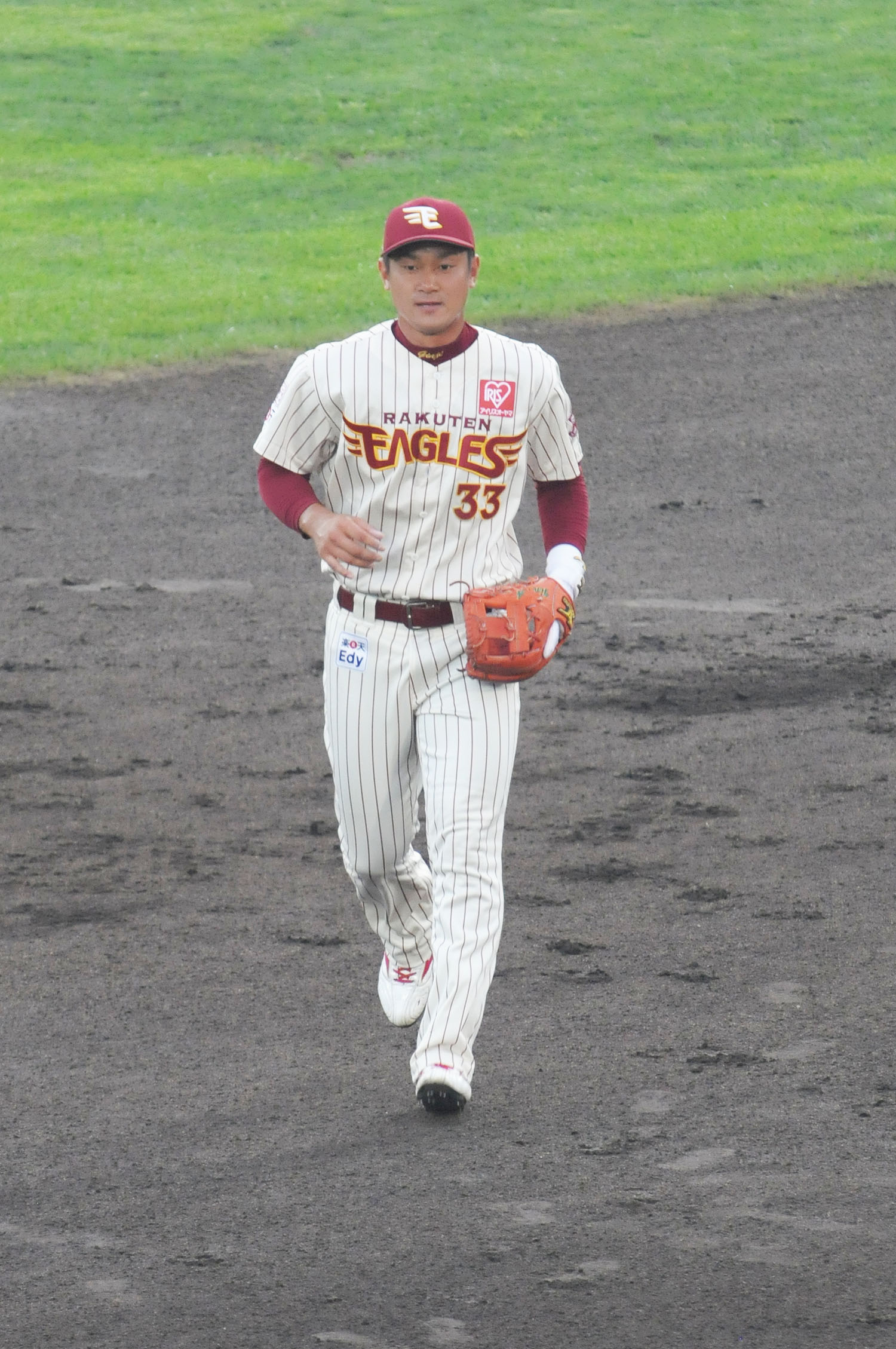
2012年8月1日、こまちスタジアムにて

2006年（1年目）は二軍戦に主に代打で出場した。フェニックスリーグでは打率.433（30打数13安打）を記録し、二軍監督の松井優典から「フェニックスリーグでの一番の収穫は銀次の才能を発掘できたこと」とのコメントをもらった。
2007年・2008年は二軍で2年連続で打率3割を記録。2007年のフェニックスリーグでも16安打10打点、チームトップの打率.444を記録した。捕手だけではなく三塁手・外野手としても起用された。
2009年は初めて春季キャンプで一軍スタートし、オープン戦の序盤まで一軍に帯同していた。しかし、首脳陣からの評価を得られず、二軍落ちとなった。二軍戦では53試合出場、打率.281（146打数41安打）。同年の秋季キャンプで内野手へコンバートされた。
2010年は2年連続で春季キャンプは一軍で迎えたが、開幕一軍はならなかった。二軍では打撃好調で高須洋介の離脱もあり6月29日に初の一軍登録と、その日の試合で初の先発出場。7月1日のオリックス・バファローズ戦でプロ初安打を打つが、高須の復帰と共に二軍落ち。フレッシュオールスターゲームに選出されるも怪我の影響で辞退した。離脱期間が長く規定打席不足ながら、打率.367と一時はイースタン・リーグ首位打者となる。
2011年は初開幕一軍入りするが4月後半に二軍降格。二軍では打率.345を記録したが、一軍に呼ばれる機会が前年より増えたために規定打席には到達しなかった。しかし例外規定を適用しても、規定打席を満たした打率1位の雄平の.330を上回るため、初のイースタン首位打者に輝いた。一軍では9月から不振に陥った山﨑武司に代わり一塁手としてスタメンで出場する機会が増加。主に6・7番を打ち、10月5日の北海道日本ハムファイターズ戦ではダルビッシュ有から適時打を打ち、プロ初打点を記録。最終的に22試合に出場して打率.222の成績を残した。シーズンオフに、背番号が33に変更された。
2012年は開幕一軍、正二塁手だった内村賢介の不振もあり、5月の半ばより二塁手としてレギュラーに定着。前半戦は打順は主に2番で、後半戦からは3番や5番で三塁手での起用が多くなる。6月27日の日本ハム戦では多田野数人からプロ初本塁打を打った。規定打席に初めて到達し、チームトップの打率.280、チーム2位の121安打。一方で、後述するような守備走塁のミスも見られた。シーズン終了後の11月22日に5歳年上のメイクアップアーティストの女性と結婚した。契約更改では前年の約3倍となる2200万円でサインした。
2013年は新加入のケーシー・マギーが三塁手に定着し、一塁手として開幕を迎える。序盤は調子が上がらずスタメン外れることも多く、セ・パ交流戦は普段は指名打者のアンドリュー・ジョーンズがファーストに回るため代打のみの出場になるが、代打で6打数5安打と結果を残し、交流戦明けからは「3番・一塁手」に定着する。7月26日には打率.343となり一時首位打者に浮上。最終的に自身初となる打率3割（.317、リーグ4位）を記録し、球団初のリーグ優勝・日本一に貢献。読売ジャイアンツとの日本シリーズではチームトップタイの5打点を記録し、優秀選手賞に選ばれた。11月には、台湾で行われた「2013 BASEBALL CHALLENGE 日本 VS チャイニーズ・タイペイ」の日本代表に選出された。6月12日に第1子となる長男が誕生した。
2014年はメジャーリーグ復帰のマギーに代わって入団したケビン・ユーキリスが一塁手を守る関係で、春季キャンプから再び三塁手に転向した。ユーキリスが公式戦開幕後の4月下旬に故障で戦線を離脱してからは、再び一塁手を守るようになったが、自身も腰痛を発症したため5月24日に出場選手登録を抹消。抹消後に患部の精密検査を受けたところ、第2腰椎横突起骨挫傷と診断された。6月19日の広島東洋カープ戦から一軍に復帰。7月10日には、オールスターゲームのファン投票および選手間投票でパシフィック・リーグ三塁手部門の1位だった松田宣浩が故障で出場を辞退したことを受けて、松田の補充選手として同ゲームに初めて選出された。シーズン終盤は糸井嘉男と首位打者争いを繰り広げ、最終的に打率リーグの2位の.327を記録。三塁手部門で自身初となるベストナインに選出された。オフの10月9日に、日米野球2014の日本代表に選出されたことが発表された。
2015年は開幕前の2月16日に、「GLOBAL BASEBALL MATCH 2015 侍ジャパン 対 欧州代表」の日本代表に選出されたことが発表された。3月11日の第2戦に「6番 三塁手」で先発出場し、3打数1安打で1打点を記録している。シーズンでは「銀次デー」と銘打たれた4月12日のオリックス・バファローズ戦では佐藤達也からプロ入り初のサヨナラ安打を記録。3割を維持し、好調だったが、5月23日の埼玉西武ライオンズ戦での本塁でのクロスプレーの際に左足を負傷し、翌日出場登録を抹消された。打撲と診断されたが、その後左腓骨の不全骨折と判明。復帰が大幅にずれ込んだ。8月18日に復帰し、規定打席には届かなかったが、打率は3割を記録した。また、7月16日に第1回WBSCプレミア12の日本代表第1次候補選手に選出されたことが発表され、9月10日に第1回WBSCプレミア12の日本代表候補選手に選出されたことが発表されたが、最終ロースター28名に選出されず代表入りはならなかった。
2016年は川端慎吾の辞退に伴って、開幕前の3月2日に「侍ジャパン強化試合 日本 vs チャイニーズタイペイ」の日本代表に追加登録されたことが発表され、試合では適時打を打った。開幕を「2番・一塁手」で迎えたが、打率は2割台前半と低調が続き、交流戦中の6月には二軍落ちを経験した。交流戦明けには復帰し、7月には月間打率.361と復調の兆しを見せたが、8月に右内転筋の損傷で再び抹消された。最終的には2年ぶりに規定打席に到達したものの、打率は4年ぶりに3割を下回り、本塁打と打点は規定到達年では最低、併殺打はリーグ3位及び自己ワーストの20だった。オフには年俸500万円減の推定年俸7600万円で契約を更改した。
2017年は開幕を「5番・二塁手」で迎えた。7月28日のオリックス戦ではプロ初の4番で起用され、チームは敗れたものの本塁打を含む2安打の活躍を見せた。自身初となる全試合出場を果たし、打率はリーグ5位の.293、得点圏打率は同2位の.369を記録した。加えて、二塁手として4年ぶりに出場を果たし、この年では同位置での先発出場がチーム最多の80試合に達した。二塁の守備では初めて失策も0で終えた。また、一塁手としてはリーグトップの守備率.994を記録しながら規定試合数に到達し、自身初のゴールデン・グラブ賞を受賞。一塁手部門でのベストナインにも選出された。チームとして4年ぶりのポストシーズン進出となったクライマックスシリーズ・ファイナルステージでチームは敗退したが、自身は第4戦で本塁打を打った。
2019年、4月7日の対オリックス第3回戦（京セラドーム大阪）では、楽天ベンチが登録捕手を全て使い切ったため、9回裏から内野手登録となってから初の捕手としての一軍出場を果たした。また公式戦初の盗塁阻止も記録した（走者は西浦颯大）。6月9日の中日ドラゴンズ戦（ナゴヤドーム）で通算1000安打に到達。楽天の生え抜き選手では初となる記録であった。また、監督推薦で5年ぶりにオールスターゲームにも選出された。打撃でも5年ぶりに規定3割を残し、自己最多の161安打を記録した。10月28日には、FA権を獲得していたチームメイトの則本昂大とともにチーム残留を宣言。銀次は「東北出身者としてここにいなくてはいけない」「もっと東北を熱くしたい」と郷土愛を理由に残留することを語った。
2023年は、9月22日に初めて一軍に昇格すると、同25日の日本ハム戦（エスコンフィールドHOKKAIDO）では炭谷銀仁朗の代打として出場し、伊藤大海から決勝適時打を放った。しかし6試合の出場で安打はこの1本のみに終わり、10月12日に翌年の戦力構想から外れたと報じられた。当初は現役続行希望とされたが、11月22日に現役引退および楽天の「アンバサダー」に就任することが発表された。アンバサダー職は草野大輔が就任して以来のもので、東北地方の野球振興を担当する。

## 選手としての特徴

### 打撃
アマチュア時代からプロ入りまでは捕手だったが、打撃を活かすために2009年の秋季キャンプから内野手にコンバートされた。内角球をわざと詰まらせてレフト前に落とす打撃技術をもち、2012年には左投手相手に右投手相手を上回る打率.282を記録するなど、左打者ながら左投手を苦にしない。空振りが少なく、早打ちの傾向があり、三振・四球ともに少ない。2014年には両リーグトップの2ストライク打率.298を記録するなど追い込まれてからの打撃も苦にしていない。

### 守備・走塁
メインは一塁手だが、一軍に定着し始めた頃には二塁手、2014年には主に三塁手として出場していたユーティリティープレイヤーである。捕手としても一軍戦で出場した経験があり緊急時には捕手もこなすことができる。一塁手としてはプロ入り時には捕手ということもあって捕球は安定しており、UZRは2016年にマイナスだったものの2013、2017、2018年にはプラスを記録しており、2017年にはゴールデングラブ賞を獲得している。二塁手として守備はお世辞にも上手いとは言い難く、一軍に定着し始めた2012年には試合終盤で守備固めを送られていたが、2017年から今江年晶が一塁手として出場する機会が増えたこと、それまで二塁手のレギュラー格だった藤田一也に成績の陰りが見えてきたことから二塁手としてスタメン、一塁手から試合途中での守備位置の変更での出場が増えている。三塁手としては2014年にUZRでプラスを記録した。2013年にはリーグ優勝後、日本選手権シリーズに出場することを見越して指名打者制を採用していないセ・リーグのチーム主催試合に備えて左翼手として出場したこともある。しかし実際に日本シリーズに進出すると、巨人の主催試合では、一塁を守る予定であったアンドリュー・ジョーンズが「（左翼の守備は）銀次よりも俺の方が絶対に上手い」と宣言したことにより、レギュラーシーズン通りに一塁手として出場した。
2019年4月7日の対オリックス戦（京セラドーム大阪）では楽天ベンチが捕手登録の選手を使い切ってしまい、緊急時の捕手を担当する役割になっていた外野手兼捕手の岡島豪郎が故障により一軍から外れていたという事情も考慮して、楽天ベンチは捕手経験者だった銀次を9回裏から捕手に入れて延長12回裏までの4イニングの守備に就かせた。入団時は捕手であった銀次だったが、一軍公式戦での捕手としての出場はこのオリックス戦が初であり、それ以外でも一軍の試合での出場は2009年のオープン戦で1試合出場したのみという状況での起用であったが、相手の盗塁を刺すなど無難に守備をこなした。
一方、走塁面は過去に判断ミスで併殺を取られるケースがあった。

## 人物
2013年に産まれた長男の名前は虎次郎（とらじろう）。銀次の応援タオルや選手デーの応援ボードはこの名前にちなんだ虎柄となっている。なお、次男は桃次郎（ももじろう）。次男誕生以降は虎柄のタオルに桃のマークが入っている。
チームメイトの枡田慎太郎とは同期入団・同い年ということで親交が深く、2人でカラオケに通う、家に遊びに行く等プライベートでも付き合いが多い。2012年の春季キャンプは阿部俊人と3人で「どろんこ3兄弟」と呼ばれていた。
非常に負けん気が強く、楽天監督を務めた星野仙一にも評価されている。打撃力を買われ、守備のまずさを我慢して起用され結果を残したことから「星野チルドレン」とも呼ばれた。
2013年には、NHK連続テレビ小説『あまちゃん』の主なロケ地が岩手県久慈市である縁から、7月末に楽天球団を通じて「まだまだあまちゃんですが…」（職歴が浅いながらも仕事を極めるべく奮闘している人を一般から公募した上で、職業・氏名とともに毎回1名ずつ写真で紹介するエンディングのミニコーナー）へ応募。9月16日（敬老の日）放送の同コーナーにおいて、楽天のホームゲームで左打席から打球を打った瞬間の写真が「プロ野球選手 宮城県仙台市 銀次さん」のキャプションで紹介された。
東日本大震災の被災者支援を目的とした、2013年12月に行われた日本プロサッカー選手会主催のチャリティーサッカー大会では試合前のキックインを務めた他、試合にも小笠原満男のユニホームを着て飛び入り参加し、PKを決めるなど活躍した。2014年も同大会に参加したが、この時はハットトリックを達成している。
2018年レギュラーシーズン中の7月6日には、第100回全国高等学校野球選手権記念大会の岩手大会で、岩手県出身の野球関係者を代表して開幕戦（一関第一高校対水沢第一高校）の始球式に登場。楽天のユニフォーム姿で117km/hのストレートを投げ込んだ。高校野球の大会で始球式を任された現役のプロ野球選手は、甲子園球場での選抜高等学校野球大会・選手権全国大会を含めても、銀次が初めてである。銀次は始球式当日の夜に、本拠地・楽天生命パーク宮城で対西武戦を控えていたが、雨天中止につき出場に至らなかった。
大久保博元は2021年5月に自身の公式YouTubeチャンネルの動画で、2012年に楽天のコーチを務めた経験から「引退後に見た中で最も練習した2人」として枡田慎太郎と銀次の名前を挙げている。この年の春季キャンプの練習は通常午後4時で終了となったところ、2人の練習は夜食の時間にあたる9時まで続いたこともあった。9時まで続いたその時は、練習補助員のアルバイトも退勤させる必要があり、2人の食事の時間も無くなりかねなかったため、最後に大久保は「俺も腹減ったから今日は上がろう」と止めたという。

## 詳細情報

### 年度別打撃成績
| 年 度      | 球 団      | 試 合 | 打 席 | 打 数 | 得 点 | 安 打 | 二 塁 打 | 三 塁 打 | 本 塁 打 | 塁 打 | 打 点 | 盗 塁 | 盗 塁 死 | 犠 打 | 犠 飛 | 四 球 | 敬 遠 | 死 球 | 三 振 | 併 殺 打 | 打 率 | 出 塁 率 | 長 打 率 | O P S |
| ---------- | ---------- | ----- | ----- | ----- | ----- | ----- | -------- | -------- | -------- | ----- | ----- | ----- | -------- | ----- | ----- | ----- | ----- | ----- | ----- | -------- | ----- | -------- | -------- | ----- |
| 2010       | 楽天       | 2     | 6     | 6     | 0     | 1     | 0        | 0        | 0        | 1     | 0     | 0     | 0        | 0     | 0     | 0     | 0     | 0     | 0     | 0        | .167  | .167     | .167     | .333  |
| 2011       | 楽天       | 22    | 59    | 54    | 4     | 12    | 0        | 0        | 0        | 12    | 6     | 1     | 0        | 2     | 0     | 2     | 0     | 1     | 7     | 0        | .222  | .263     | .222     | .485  |
| 2012       | 楽天       | 126   | 485   | 432   | 37    | 121   | 16       | 2        | 4        | 153   | 45    | 8     | 4        | 23    | 4     | 22    | 0     | 4     | 37    | 4        | .280  | .318     | .354     | .672  |
| 2013       | 楽天       | 131   | 525   | 482   | 63    | 153   | 24       | 3        | 4        | 195   | 54    | 3     | 3        | 1     | 4     | 36    | 2     | 2     | 44    | 14       | .317  | .365     | .405     | .769  |
| 2014       | 楽天       | 117   | 509   | 459   | 59    | 150   | 26       | 0        | 4        | 188   | 70    | 1     | 4        | 1     | 4     | 43    | 0     | 2     | 45    | 10       | .327  | .384     | .410     | .793  |
| 2015       | 楽天       | 82    | 354   | 316   | 24    | 95    | 10       | 1        | 1        | 110   | 36    | 8     | 3        | 3     | 4     | 30    | 1     | 1     | 19    | 5        | .301  | .359     | .348     | .707  |
| 2016       | 楽天       | 125   | 497   | 424   | 39    | 116   | 17       | 1        | 2        | 141   | 43    | 1     | 1        | 4     | 3     | 61    | 5     | 5     | 49    | 20       | .274  | .369     | .333     | .702  |
| 2017       | 楽天       | 143   | 590   | 529   | 55    | 155   | 30       | 0        | 3        | 194   | 60    | 2     | 1        | 1     | 2     | 56    | 1     | 2     | 74    | 11       | .293  | .362     | .367     | .728  |
| 2018       | 楽天       | 139   | 552   | 492   | 45    | 136   | 16       | 5        | 5        | 177   | 48    | 1     | 1        | 6     | 2     | 48    | 3     | 4     | 47    | 7        | .276  | .344     | .360     | .704  |
| 2019       | 楽天       | 141   | 590   | 529   | 56    | 161   | 24       | 1        | 5        | 202   | 56    | 2     | 5        | 4     | 1     | 52    | 2     | 4     | 58    | 19       | .304  | .370     | .382     | .752  |
| 2020       | 楽天       | 88    | 245   | 212   | 16    | 50    | 8        | 0        | 0        | 58    | 23    | 3     | 2        | 5     | 3     | 23    | 0     | 2     | 28    | 5        | .236  | .313     | .274     | .586  |
| 2021       | 楽天       | 35    | 105   | 91    | 5     | 26    | 1        | 0        | 0        | 27    | 3     | 0     | 0        | 0     | 0     | 14    | 1     | 0     | 11    | 2        | .286  | .381     | .297     | .678  |
| 2022       | 楽天       | 83    | 271   | 238   | 18    | 62    | 6        | 0        | 0        | 68    | 26    | 0     | 0        | 2     | 3     | 28    | 2     | 0     | 31    | 5        | .261  | .335     | .286     | .620  |
| 2023       | 楽天       | 6     | 10    | 10    | 0     | 1     | 0        | 0        | 0        | 1     | 1     | 0     | 0        | 0     | 0     | 0     | 0     | 0     | 1     | 0        | .100  | .100     | .100     | .200  |
| 通算：14年 | 通算：14年 | 1240  | 4798  | 4274  | 421   | 1239  | 178      | 13       | 28       | 1527  | 471   | 30    | 24       | 52    | 30    | 415   | 17    | 27    | 451   | 102      | .290  | .357     | .357     | .711  |

- 各年度の太字はリーグ最多

### 年度別守備成績
内野守備
| 年 度 | 球 団 | 一塁  | 一塁  | 一塁  | 一塁  | 一塁  | 一塁     | 二塁  | 二塁  | 二塁  | 二塁  | 二塁  | 二塁     | 三塁  | 三塁  | 三塁  | 三塁  | 三塁  | 三塁     |
| 年 度 | 球 団 | 試 合 | 刺 殺 | 補 殺 | 失 策 | 併 殺 | 守 備 率 | 試 合 | 刺 殺 | 補 殺 | 失 策 | 併 殺 | 守 備 率 | 試 合 | 刺 殺 | 補 殺 | 失 策 | 併 殺 | 守 備 率 |
| ----- | ----- | ----- | ----- | ----- | ----- | ----- | -------- | ----- | ----- | ----- | ----- | ----- | -------- | ----- | ----- | ----- | ----- | ----- | -------- |
| 2010  | 楽天  | -     | -     | -     | -     | -     | -        | 2     | 3     | 4     | 0     | 1     | 1.000    | -     | -     | -     | -     | -     | -        |
| 2011  | 楽天  | 15    | 136   | 8     | 0     | 8     | 1.000    | 1     | 0     | 1     | 0     | 0     | 1.000    | 2     | 0     | 0     | 0     | 0     | ----     |
| 2012  | 楽天  | 19    | 112   | 6     | 2     | 9     | .983     | 72    | 150   | 178   | 5     | 39    | .985     | 49    | 22    | 58    | 6     | 3     | .930     |
| 2013  | 楽天  | 119   | 958   | 56    | 6     | 76    | .994     | 10    | 14    | 16    | 1     | 3     | .968     | 11    | 4     | 10    | 0     | 0     | 1.000    |
| 2014  | 楽天  | 74    | 473   | 24    | 1     | 38    | .998     | -     | -     | -     | -     | -     | -        | 69    | 42    | 131   | 8     | 6     | .956     |
| 2015  | 楽天  | 49    | 361   | 22    | 1     | 22    | .998     | -     | -     | -     | -     | -     | -        | 43    | 28    | 64    | 5     | 6     | .948     |
| 2016  | 楽天  | 121   | 1015  | 62    | 4     | 79    | .996     | -     | -     | -     | -     | -     | -        | -     | -     | -     | -     | -     | -        |
| 2017  | 楽天  | 112   | 598   | 30    | 4     | 53    | .994     | 84    | 169   | 166   | 0     | 42    | 1.000    | -     | -     | -     | -     | -     | -        |
| 2018  | 楽天  | 102   | 669   | 35    | 2     | 45    | .997     | 57    | 112   | 137   | 5     | 31    | .980     | 2     | 0     | 1     | 0     | 0     | 1.000    |
| 2019  | 楽天  | 134   | 1138  | 66    | 3     | 85    | .998     | 4     | 5     | 5     | 1     | 1     | .909     | 9     | 7     | 18    | 0     | 1     | 1.000    |
| 2020  | 楽天  | 67    | 451   | 36    | 1     | 38    | .998     | -     | -     | -     | -     | -     | -        | -     | -     | -     | -     | -     | -        |
| 2021  | 楽天  | 11    | 84    | 6     | 0     | 3     | 1.000    | -     | -     | -     | -     | -     | -        | -     | -     | -     | -     | -     | -        |
| 2022  | 楽天  | 50    | 372   | 25    | 1     | 27    | .997     | -     | -     | -     | -     | -     | -        | -     | -     | -     | -     | -     | -        |
| 2023  | 楽天  | 4     | 11    | 0     | 0     | 0     | 1.000    | -     | -     | -     | -     | -     | -        | -     | -     | -     | -     | -     | -        |
| 通算  | 通算  | 877   | 6378  | 376   | 25    | 483   | .996     | 230   | 453   | 507   | 12    | 117   | .988     | 185   | 103   | 282   | 19    | 16    | .953     |

外野守備
| 年 度 | 球 団 | 外野  | 外野  | 外野  | 外野  | 外野  | 外野     |
| 年 度 | 球 団 | 試 合 | 刺 殺 | 補 殺 | 失 策 | 併 殺 | 守 備 率 |
| ----- | ----- | ----- | ----- | ----- | ----- | ----- | -------- |
| 2013  | 楽天  | 2     | 1     | 0     | 0     | 0     | 1.000    |
| 通算  | 通算  | 2     | 1     | 0     | 0     | 0     | 1.000    |

捕手守備
| 年 度 | 球 団 | 捕手  | 捕手  | 捕手  | 捕手  | 捕手  | 捕手     | 捕手  | 捕手     | 捕手     | 捕手     | 捕手     |
| 年 度 | 球 団 | 試 合 | 刺 殺 | 補 殺 | 失 策 | 併 殺 | 守 備 率 | 捕 逸 | 企 図 数 | 許 盗 塁 | 盗 塁 刺 | 阻 止 率 |
| ----- | ----- | ----- | ----- | ----- | ----- | ----- | -------- | ----- | -------- | -------- | -------- | -------- |
| 2019  | 楽天  | 1     | 4     | 1     | 0     | 0     | 1.000    | 0     | 1        | 0        | 1        | 1.000    |
| 通算  | 通算  | 1     | 4     | 1     | 0     | 0     | 1.000    | 0     | 1        | 0        | 1        | 1.000    |

- 太字年はゴールデングラブ賞受賞

### 表彰
- ベストナイン：2回（三塁手部門：2014年、一塁手部門：2017年）
- ゴールデングラブ賞：1回（一塁手部門：2017年）
- 月間MVP：1回（打者部門：2014年9月）
- 日本シリーズ優秀選手賞：1回（2013年）
- イースタン・リーグ首位打者：1回（2011年）
- イースタン・リーグ ファーム月間MVP：1回（2010年6月）

### 記録
初記録
- 初出場・初先発出場：2010年6月29日、対オリックス・バファローズ10回戦（京セラドーム大阪）、「9番・二塁手」で先発出場
- 初打席：同上、3回表に木佐貫洋から左飛
- 初安打：2010年7月1日、対オリックス・バファローズ12回戦（京セラドーム大阪）、8回表に金子千尋から左前安打
- 初打点：2011年10月5日、対北海道日本ハムファイターズ22回戦（札幌ドーム）、4回表にダルビッシュ有から中前適時打
- 初盗塁：2011年10月18日、対千葉ロッテマリーンズ23回戦（日本製紙クリネックススタジアム宮城）、5回裏に二盗（投手：小野晋吾、捕手：里崎智也）
- 初本塁打：2012年6月27日、対北海道日本ハムファイターズ8回戦（東京ドーム）、5回表に多田野数人から右越ソロ

節目の記録
- 1000安打：2019年6月9日、対中日ドラゴンズ3回戦（ナゴヤドーム）、5回表に清水達也から右前安打 ※史上299人目
- 1000試合出場：2019年8月23日、対埼玉西武ライオンズ15回戦（メットライフドーム）、「5番・三塁手」で先発出場 ※史上502人目

その他の記録
- オールスターゲーム出場：2回（2014年、2019年）

### 背番号
- 67（2006年 - 2011年）
- 33（2012年 - 2023年）

### 登録名
- 宇部 銀次（うべ ぎんじ、2006年 - 同年2月27日）
- 銀次（ぎんじ、2006年2月28日 - 2023年）

### 登場曲
- 「純情 〜スンジョン〜」DJ OZMA（2007年）
- 「EVOLUTION」EXILE（2008年）
- 「道」EXILE（2009年）
- 「Half-Truism」The Offspring（2010年）
- 「エンパイア・ステイト・オブ・マインド」Jay-Z feat. Alicia Keys（2012年）
- 「ギンギラギンにさりげなく」近藤真彦（2012年）
- 「蘇生」Mr.Children（2013年 - 2023年）
- 「跳べ」Mr.Children（2016年 - 2017年 第3打席のみ）
- 「もう負けないよ」TUBE（2018年途中 第3打席のみ）
- 「傷だらけのhero」TUBE（2018年途中 - 第3打席、第4打席）